# Tatsu Aoki
Tatsuyuki Aoki (Japans: 青木 達幸, Aoki Tatsuyuki resp. タツ・青木, Tatsu Aoki; Tokio, 19 september 1957) is een Japanse jazzmuzikant (contrabas, taiko, shamisen) en filmmaker.

## Biografie
Aoki is afkomstig uit een traditionele artiestenfamilie en behoorde tijdens de jaren 1970 tot de ondergrond-kunstbeweging van Tokio. Als lid van het experimentele muziekensemble Gintenkai mengde hij traditionele Japanse met westerse muziek. In 1977 verhuisde hij naar Chicago, waar hij filmkunst studeerde aan het Art Institute of Chicago.
Aoki nam in 1989 in Chicago zijn debuutalbum Depressingly Happy (Innocent Eyes & Lenses) op, in 1992/1993 volgden de soloproductie Needless to Say en de liveopname Avant-Bass Live. Het album Kioto nam hij op in wisselende duobezettingen met Bradley Parker-Sparrow, Jim O'Rourke, Reza Utopicblue, Michael Zerang en Sanjuro Tsubaki. Tijdens de late jaren 1990 en 2000 speelde hij in Chicago met Fred Anderson, Yasuhiro Otani, Malachi Favors, Kenny Millions, Famoudou Don Moye (A Symphony of Cities, 2002), Roscoe Mitchell (Chicago Duos, 2005), in trio met Joseph Jarman en Robbie Hunsinger, verder met Jason Kao Hwang en Francis Wong.
Aoki's film Light werd bij het Canada International Film Festival in 2017 als beste experimentele film onderscheiden. Hij is tegenwoordig professor aan de afdeling voor filmkunst en nieuwe media aan het Art Institute of Chicago, waar hij filmproductie en filmgeschiedenis onderwijst. Op het gebied van de jazz was hij tussen 1990 en 2009 betrokken bij 49 opnamesessies.
- Gemeinsame Normdatei: 1128101130
- International Standard Name Identifier: 0000 0000 4574 7766
- Library of Congress Control Number: no98100424
- MusicBrainz: f4e75f01-ae03-4a76-88c3-aee118d28343
- Virtual International Authority File: 5180149068371365730000